# Maria-Hilf-Kapelle (Ay an der Iller)

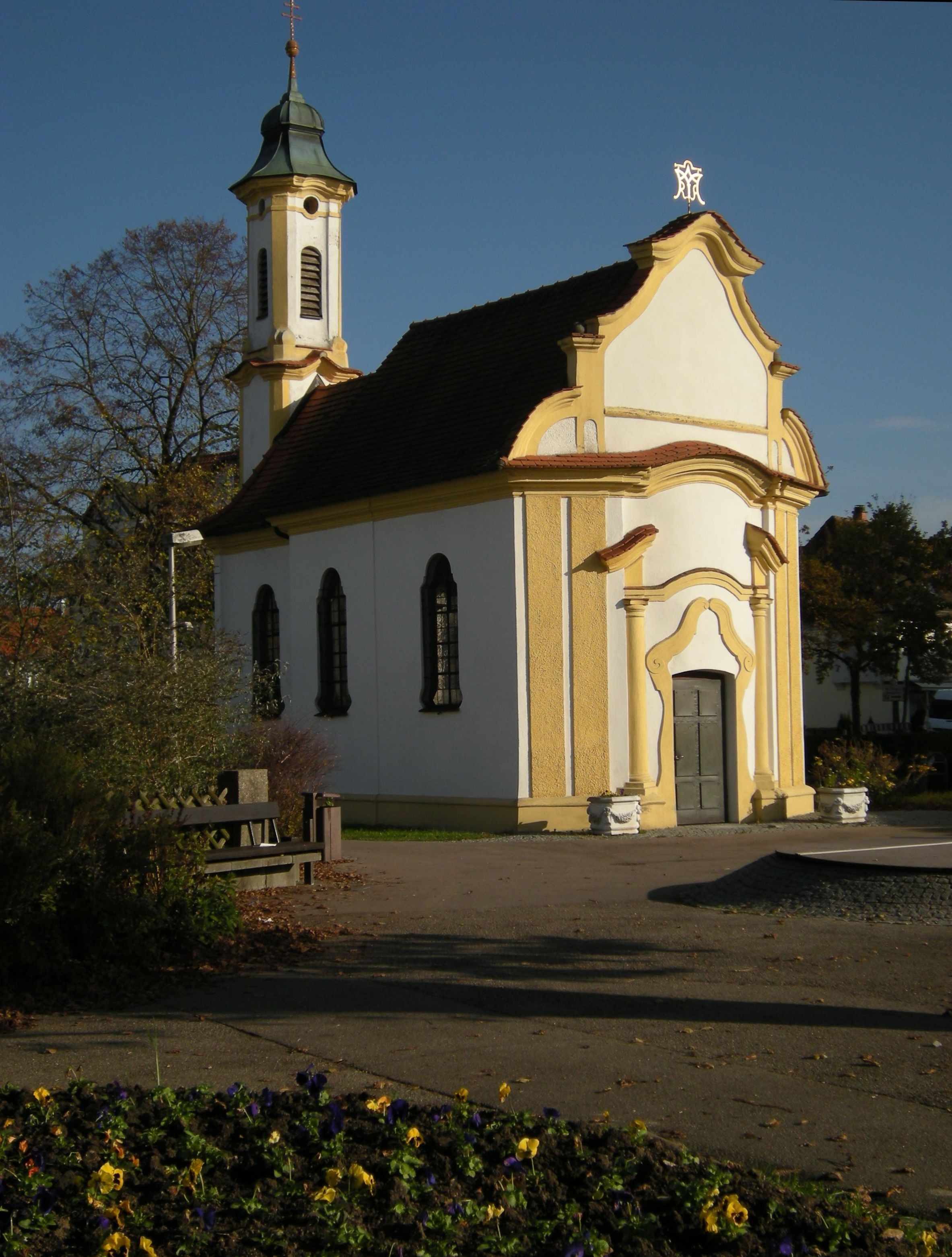
Maria-Hilf-Kapelle in Ay

Die römisch-katholische Maria-Hilf-Kapelle steht in Ay an der Iller, einem Stadtteil von Senden im Landkreis Neu-Ulm von Bayern. Das Bauwerk ist in der Liste der Baudenkmäler in Senden als Baudenkmal unter der Nr. D-7-75-152-10 eingetragen.

## Beschreibung
Die Saalkirche im Baustil des Rokoko wurde ab 1760 errichtet. Sie besteht aus einem Langhaus aus zwei Jochen und einem eingezogenen, dreiseitig geschlossenen Chor aus einem Joch im Osten, über dem sich ein Dachreiter erhebt, der den Glockenstuhl beherbergt. Die dreiteilige konvexe Fassade im Westen ist mit einem Schweifgiebel bedeckt. In der Mittelachse befindet sich ein Portal, das mit einem Sprenggiebel bedeckt ist. Der Innenraum des Langhauses ist im westlichen Joch mit einer Spiegelgewölbe überspannt, im östlichen Joch mit einer querovalen Pendentifkuppel. Im Chor stehen auf Konsolen die Statuetten der heiligen Agnes und der Maria, die Niklaus Weckmann geschaffen hat.